# Універсальний солдат 2: Повернення
«Універсальний солдат 2: Повернення» (англ. Universal Soldier: The Return) — американський фантастичний бойовик 1999 року режисера Міка Роджерса. Продовження фільму «Універсальний солдат».
Люк Деверо працює в секретній американській лабораторії консультантом і випробувачем нового виду військ — кіборгів «універсальних солдатів». Керування лабораторією зі створення кіборгів здійснюється суперкомп'ютером «С.Е.Т.» (англ. SETH). Коли «С.Е.Т.» постає проти творців, він береться розшукати людину, яка знає код деактивації системи самознищення — Люка Деверо.

## Сюжет
Люк Деверо з напарницею Меггі випробовує в польових умовах наступне покоління «універсальних солдатів». Сам він відсторонений від участі в бойових операціях. Несподівано на базі солдат Дельта виходить з-під контролю через несправний чип у мозку та нападає на персонал. Люк приголомшує Дельту та доповідає про інцидент суперкомп'ютеру «С.Е.Т», який керує базою. Генерал Редфорд згодом повідомляє, що проєкт «універсальний солдат» закривається, адже Холодна війна закінчилася, і «С.Е.Т» буде вимкнений. «С.Е.Т», який поєднаний зі усіма кіборгами, підслуховує розмову Редфорда та вирішує завадити своєму вимкненню.
Тим часом Люк повертається додому. Він сам виховує дочку Гілларі, адже його дружина померла. Один зі співробітників на базі затримується на роботі та бачить як «С.Е.Т» модифікує «універсальних солдатів». Суперкомп'ютер убиває цього свідка.
Наступного дня базу відвідує журналістка Ерін Янг. Тоді ж «С.Е.Т» оголошує евакуацію персоналу. Поки доктор Ділан намагається з'ясувати в чому справа, суперкомп'ютер підкорює кіборгів собі та наказує їм розстріляти присутніх. Проте суперкомп'ютер обмежується кодом — якщо його регулярно не вводити, то пам'ять «С.Е.Т» зітреться. «С.Е.Т» вимагає від Люка сказати код, але той відмовляє та тікає разом з Ерін. Тоді «С.Е.Т» зв'язується з хакером Сквідом, який, щоб помститися Ділану за звільнення, повідомляє суперкомп'ютеру як завантажити свій штучний інтелект у людський мозок.
Люк з Ерін переховуються на складі хімічної зброї, де їх наздоганяє кіборг Ромео. Зовні базу оточують військові, але «універсальні солдати» швидко знищують їх. Люку та журналістці вдається вибратися з бази та розчавити Ромео вантажівкою, проте той швидко регенерує. На підмогу прибуває сержант Морроу, на противагу яким «С.Е.Т» починає створювати з трупів нових «універсальних солдатів». «С.Е.Т» проголошує про своє повстання проти людей, які на його думку схильні до саморуйнування. Люк очолює загін солдатів Морроу та повертається на базу, щоб завадити «С.Е.Т» підібрати код. Вони потрапляють у засідку, Люк єдиний виживає і виявляє, що суперкомп'ютер переніс свій інтелект до мозку одного з «універсальних солдатів», удосконаленого Сквідом.
Покинувши базу, Люк з Ерін вирушає на пошуки «С.Е.Т». Він користується комп'ютером у стриптиз-клубі (оскільки там точно повинен бути комп'ютер для перегляду порно), щоб отримати доступ до логів виходу суперкомп'ютера в мережу. Так Люк виходить на Сквіда, проте Ромео отримує наказ викрасти Гілларі з лікарні, куди вона потрапила після евакуації. «С.Е.Т» у людському тілі вбиває Сквіда та наполягає, щоб Люк сказав код в обмін на дочку. Втім, «С.Е.Т» не знає де саме перебуває Гілларі, тому вирушає за нею особисто.
Тоді Люк прямує на випередження в лікарню, яку охороняють «універсальні солдати». Він розправляється з кіборгами, а Ромео викидає з вікна, хоча той знову виживає. «С.Е.Т» встигає викрасти Гілларі та забирає її на базу. Там Люк стикається з перетвореною на кіборга Меггі, яку застрелює. «С.Е.Т» дає ще один шанс на вибір між кодом і донькою. Люк відмовляється давати код та вступає з «С.Е.Т» у двобій. Генерал Редфорд віддає наказ про знищення бази.
Під час двобою «С.Е.Т» підбирає код, але його людське тіло гине, потрапивши під охолоджувач. Люк з донькою збираються тікати з лабораторії, коли шлях їм перегороджує Ромео. Більше не обмежений наказами, Ромео майже перемагає Люка, але на допомогу з останніх сил приходить Меггі. Вона стріляє в Ромео і дає Люку з Гілларі нагоду врятуватися. Редфорд збирається підірвати базу вибухівкою, однак Ерін виборює для Люка ще кілька секунд. Люк стріляє в ящики з вибухівкою та обіймається з дочкою та Ерін.

## У ролях
| Актор              | Роль                |
| ------------------ | ------------------- |
| Жан-Клод Ван Дам   | Люк Деверо          |
| Майкл Джей Вайт    | С.Е.Т.              |
| Гейді Шанц         | Ерін Янг            |
| Ксандер Берклі     | доктор Ділан Котнер |
| Джастін Лазард     | капітан Блекберн    |
| Кіана Том          | Меггі               |
| Деніел фон Барген  | генерал Редфорд     |
| Джеймс Блек        | сержант Морроу      |
| Керіс Пейдж Браянт | Гілларі Деверо      |
| Білл Голдберг      | Ромео               |

## Оцінки й відгуки
Фільм має середню оцінку на Rotten Tomatoes 5 %, а на Metacritic 24/100.
Вільям Томас відгукнувся для «Empire», що якщо оригінальний фільм Роланда Еммеріха «…має досить самобутності та енергії, щоб давати цілісну (хоча й тупу) розвагу», продовження «Позбавлене всякої уяви і його, відверто кажучи, боляче дивитися», бо фільм вбирає найгірші штами бойовиків.
Джо Лейдон з «Variety» писав, що «Універсальний солдат 2» має неоригінального головного лиходія, одноманітні бійки, а Ван Дам попри всі старання виглядає нікчемно на фоні ворогів. Фільм «розбавляє» лише реслер Білл Голдберг в комічній ролі Ромео, та музика «Megadeth», «Anthrax» і «GWAR».
Редакція «Screen It» критикувала, що Ван Дам не проявляє належних емоцій у драматичні моменти, а підсюжет зі смертю дружини Люка не має жодного впливу на глядачів. Фільм надто явно запозичує деталі з «Термінатора 2» та «Космічної одіссеї 2001», має багато жахливо побудованих реплік і надумані епізоди, такі як епізод у стриптиз-клубі.

## Цікаві факти
- У першому фільмі Майкл Джей Вайт грає одного із солдатів, а в цьому фільмі він вже грає і озвучує суперкомп'ютер на прізвисько С. Е. Т.
- У камео з'явився сам Мік Роджерс. Він виконав роль байкера.
- У фільмі звучить композиція групи «Megadeth» під назвою «Crush „Em“», під яку реслер Білл Голдберг завжди виходить на ринг. У відеокліпі на цю пісню знявся і Жан-Клод Ван Дамм.
- Спецефекти зробила компанія «KNB».
- Фільм став режисерським дебютом каскадера Міка Роджерса.
- Це перший фільм про універсальних солдатів, в якому не знімається Дольф Лундгрен, проте він з'явився в наступних двох частинах.